# Mary Washburn

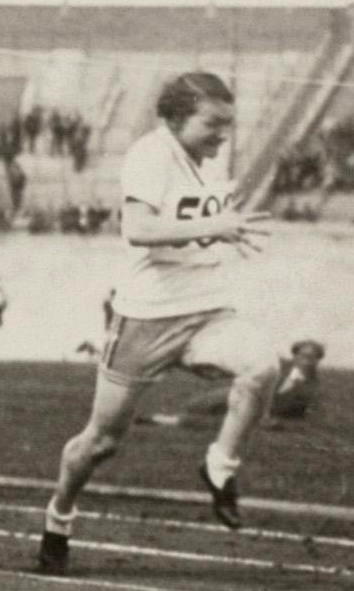
Mary Washburn en 1928.

Mary T. Washburn (née le 4 août 1907 à Hudson Falls et décédée le 2 février 1994 à Weymouth) est une athlète américaine spécialiste du 100 mètres. Elle était affiliée au Millrose Athletic Association.

## Biographie

### Palmarès
| Date | Compétition           | Lieu      | Résultat | Performance |
| ---- | --------------------- | --------- | -------- | ----------- |
| 1928 | Jeux olympiques d'été | Amsterdam | 3e       | 48 s 8      |

### Records
| Épreuve    | Performance | Lieu | Date |
| ---------- | ----------- | ---- | ---- |
| 100 mètres | 12 s 4      |      | 1929 |